# E. J. Putzer
Eugene James Putzer (3 de mayo de 1929 - 4 de marzo de 2006) fue un matemático y físico estadounidense. Desarrolló el conocido como algoritmo de Putzer, un procedimiento que permite calcular potencias de matrices que no pueden ser diagonalizadas.

## Semblanza
Putzer nació en Oshkosk, Wisconsin, en 1929. Completó su formación como matemático en la Universidad de Wisconsin, donde se graduó en 1951, obtuvo una maestría en 1954 (con un trabajo titulado A Survey of Certain Limiting Processes) y se doctoró en 1958.
De 1952 a 1954  trabajó como Asistente de Docencia e Investigación en la Universidad de Minnesota, y de 1954 a 1956 fue profesor de Matemáticas en el Colegio Macalester, de Saint Paul (Minnesota). Colaboró con el Laboratorio de Investigación Científica de Convair entre 1956 y 1962, donde dirigió la investigación de base en matemáticas. También trabajó para Atomic International y para el Centro de Ciencias de la compañía North American Aviation, antes
de incorporarse a la American Nucleonics Corporation de Glendale (California).
Sus principales aportaciones matemáticas se centraron en el campo de la exponenciación de matrices, vinculados a su vez con la resolución de sistemas de ecuaciones diferenciales.
Era miembro de la Sociedad Matemática Estadounidense, de la Sociedad para la Matemática Industrial Aplicada, y de la Asociación Matemática de Estados Unidos.
Falleció en el año 2006 en Fort Walton Beach (Florida).